# Strong Women’s Championship
Strong Women’s Championship – kobiecy tytuł mistrzowski wrestlingu promowany przez japońską federację New Japan Pro-Wrestling (NJPW). Tytuł jest oficjalnie ogłoszony 27 kwietnia 2023 roku. Tytuł jest emitowany wyłącznie w amerykańskim programie NJPW: NJPW Strong. Inauguracyjną mistrzynią była Willow Nightingale.

## Historia
W 2022 roku New Japan Pro-Wrestling (NJPW) utworzyło dywizję kobiet. 29 lipca tego roku organizacja stworzyła IWGP Women’s Championship, pierwszy tytuł kobiet w historii firmy, które jako pierwsza zdobyła Kairi. Mistrzostwa zostały stworzone jako najwyższy tytuł kobiecej dywizji NJPW i miały być bronione na galach NJPW w Japonii oraz na galach promowanych przez japońską siostrzaną firmę NJPW World Wonder Ring Stardom (Stardom).
27 kwietnia 2023 roku NJPW ogłosiło utworzenie Strong Women’s Championship, najważniejszego mistrzostwa kobiet amerykańskiej spółki zależnej promocji Strong Live. Organizacja ogłosiła dodatkowo turniej w systemie pojedynczej eliminacji dla czterech kobiet, który wyłoni inauguracyjną mistrzynię, który odbędzie się 21 maja na Resurgence w Long Beach w Kalifornii. W turnieju wezmą udział przedstawiciele partnerów NJPW: All Elite Wrestling (AEW), Consejo Mundial de Lucha Libre (CMLL) i Stardom. Uczestnikami turnieju są była mistrzyni kobiet IWGP Mercedes Moné (NJPW), Momo Kohgo (Stardom), Stephanie Vaquer (CMLL) i Willow Nightingale (AEW). Na Resurgence Nightingale została inauguracyjną mistrzynią, pokonując Moné w finale.

### Inauguracyjny turniej
|  |                                |                                |                                |                    |     |                            |                            |                            |
|  | Półfinały Resurgence (21 maja) | Półfinały Resurgence (21 maja) | Półfinały Resurgence (21 maja) |                    |     | Finał Resurgence (21 maja) | Finał Resurgence (21 maja) | Finał Resurgence (21 maja) |
|  | Półfinały Resurgence (21 maja) | Półfinały Resurgence (21 maja) | Półfinały Resurgence (21 maja) |                    |     | Finał Resurgence (21 maja) | Finał Resurgence (21 maja) | Finał Resurgence (21 maja) |
|  |                                |                                |                                |                    |     |                            |                            |                            |
|  |                                |                                |                                |                    |     |                            |                            |                            |
|  | Mercedes Moné                  | Mercedes Moné                  | Pin                            |                    |     |                            |                            |                            |
|  | Mercedes Moné                  | Mercedes Moné                  | Pin                            |                    |     |                            |                            |                            |
|  | Stephanie Vaquer               | Stephanie Vaquer               | 11:55                          |                    |     |                            |                            |                            |
|  | Stephanie Vaquer               | Stephanie Vaquer               | 11:55                          |                    |     | Mercedes Moné              | Mercedes Moné              | 9:34                       |
|  |                                |                                |                                |                    |     | Mercedes Moné              | Mercedes Moné              | 9:34                       |
|  |                                |                                | Willow Nightingale             | Willow Nightingale | Pin |                            |                            |                            |
|  | Momo Kohgo                     | Momo Kohgo                     | Willow Nightingale             | Willow Nightingale | Pin | Pin                        |                            |                            |
|  | Momo Kohgo                     | Momo Kohgo                     |                                |                    |     |                            |                            |                            |
|  | Willow Nightingale             | Willow Nightingale             | 9:37                           |                    |     |                            |                            |                            |
|  | Willow Nightingale             | Willow Nightingale             | 9:37                           |                    |     |                            |                            |                            |
|  |                                |                                |                                |                    |     |                            |                            |                            |

## Panowania
| Nr        | Ogólny numer panowania                                       |
| Panowanie | Liczba panowań konkretnego mistrza                           |
| Dni       | Liczba dni panowania                                         |
| Obrony    | Liczba udanych obron                                         |
| +         | Oznacza, że liczba dni w posiadaniu wzrasta z kolejnym dniem |

| Nr | Mistrzyni          | Zmiana mistrza  | Zmiana mistrza              | Zmiana mistrza | Statystyki panowania | Statystyki panowania | Statystyki panowania | Notka                                                                                     | Odn.  |
| Nr | Mistrzyni          | Data            | Gala                        | Miejsce        | Panowanie            | Dni                  | Obrony               | Notka                                                                                     | Odn.  |
| -- | ------------------ | --------------- | --------------------------- | -------------- | -------------------- | -------------------- | -------------------- | ----------------------------------------------------------------------------------------- | ----- |
| 1  | Willow Nightingale | 21 maja 2023    | Resurgence                  | Long Beach, CA | 1                    | 45                   | 2                    | Pokonała Mercedes Moné w finale 4-osobowego turnieju stając się inauguracyjną mistrzynią. | [ 2 ] |
| 2  | Giulia             | 5 lipca 2023    | Independence Day Noc 2      | Tokio, Japonia | 1                    | 249                  | 9                    |                                                                                           | [ 5 ] |
| 3  | Stephanie Vaquer   | 10 marca 2024   | Cinderella Tournament Noc 2 | Tokio, Japonia | 1                    | 112                  | 4                    |                                                                                           | [ 6 ] |
| 4  | Mercedes Moné      | 30 czerwca 2024 | Forbidden Door              | Elmont, NY     | 1                    | 313                  | 4                    | Był to Winner Takes All match, gdzie AEW TBS Championship Moné również był na szali.      | [ 7 ] |
| 5  | AZM                | 9 maja 2025     | Resurgence                  | Ontario, CA    | 1                    | 87+                  | 1                    | Był to three-way match, w którym brała również udział Mina Shirakawa.                     | [ 8 ] |